# 미나토촌 (나가노현)
미나토촌(일본어: 湊村)은 1954년 12월 31일까지 일본 나가노현 스와군에 존재했던 촌이다. 현재의 오카야시에 해당한다.

## 역사
- 1889년 4월 1일 - 정촌제 시행에 의해 미나토촌이 단독으로 자치체를 형성하였다.
- 1955년 1월 1일 - 오카야시에 편입해 동일 미나토촌은 폐지되었다.

## 교통

### 도로
- 주부 자동차도
- 나가노현도 제16호선

## 참고문헌
- 角川日本地名大辞典 20 長野県